# XVI округ Парижа
16-й округ Парижа (arrondissement de Passy) — один из 20-ти административных округов французской столицы. Образован после присоединения к Парижу городков Отёй (фр.), Пасси и Шайо в 1860 году.

## География
Находится на правом берегу Сены на юго-западе города. Его восточная граница проходит по Сене, а западная — по Парижской окружной дороге «Периферик», за исключением Булонского леса, находящегося за ней.

## Население
На момент переписи населения 2005 года, на территории округа площадью в 791 га проживало 146 900 жителя, то есть 18 571 чел./км² (без учёта территории Булонского леса).
| Год (перепись населения) | Число жителей | Плотность (чел./км²) |
| ------------------------ | ------------- | -------------------- |
| 1962 (пик населённости)  | 227 418       | 28 985               |
| 1968                     | 214 120       | 27 290               |
| 1975                     | 193 590       | 24 674               |
| 1982                     | 179 446       | 22 871               |
| 1990                     | 169 863       | 21 650               |
| 1999                     | 161 773       | 20 452               |
| 2005                     | 146 900       | 18 571               |

## Административное деление
Округ состоит из четырёх кварталов:
- Отёй (фр. Quartier d'Auteuil)
- Мюэтт (Quartier de la Muette)
- Порт-Дофин (Quartier de la Porte-Dauphine)
- Шайо (Quartier de Chaillot)

## Органы местного управления
Мэр округа с июля 2017 года — член республиканской партии Даниэль Гьяцци (Danièle Giazzi).
Адрес мэрии округа: 71 avenue Henri Martin.

## Дипломатические представительства
Наряду с 7-м и 8-м округами, 16-й округ является главным центром расположения посольств и консульств в Париже. Здесь находятся:
- Посольство Азербайджана
- Посольство Албании
- Посольство Анголы
- Посольство Андорры
- Посольство Аргентины
- Посольство Афганистана
- Посольство Бангладеш
- Посольство Бахрейна
- Посольство Белоруссии
- Посольство Бенина
- Посольство Боливии
- Посольство Брунея
- Посольство Венгрии
- Посольство Венесуэлы
- Посольство Габона
- Посольство Гамбии
- Посольство Ганы
- Посольство Гвинеи
- Посольство Гондураса
- Посольство Греции
- Посольство Дании
- Посольство Джибути
- Посольство Египта
- Посольство Индии
- Посольство Индонезии
- Посольство Ирака
- Посольство Ирана
- Посольство Ирландии
- Посольство Исландии
- Посольство Йемена
- Посольство Камбоджи
- Посольство Камеруна
- Посольство Кении
- Посольство Кипра
- Посольство Коморских Островов
- Посольство Конго
- Посольство Кот-д’Ивуара
- Посольство Кувейта
- Посольство Лаоса
- Посольство Латвии
- Посольство Ливана
- Посольство Мавритании
- Посольство Мадагаскара
- Посольство Малайзии
- Посольство Марокко
- Посольство Мексики
- Посольство Монако
- Посольство Намибии
- Посольство Никарагуа
- Посольство Нигера
- Посольство Нигерии
- Посольство Омана
- Посольство Перу
- Посольство Португалии
- Посольство России
- Посольство Сальвадора
- Посольство Северной Македонии
- Посольство Сейшельских Островов
- Посольство Сербии
- Посольство Словакии
- Посольство Словении
- Посольство Сомали
- Посольство Судана
- Посольство Суринама
- Посольство Таиланда
- Посольство Танзании
- Посольство Туркменистана
- Посольство Турции
- Посольство Уганды
- Посольство Уругвая
- Посольство Филиппин
- Посольство Хорватии
- Посольство Центральноафриканской Республики
- Посольство Чада
- Посольство Черногории
- Посольство Шри-Ланки
- Посольство Эквадора
- Посольство Экваториальной Гвинеи
- Апостольская нунциатура во Франции
- Генконсульство Италии
- Генконсульство Сенегала
- Генконсульство Туниса

## Учебные заведения
- 16 муниципальных школ-садиков и 4 частных;
- 16 муниципальных начальных школ и 12 частных;
- 9 государственных колледжей и 12 частных;
- 8 государственных лицеев и 9 частных (включая лицей Сен-Жан-де-Пасси, школа Жерсон[фр.], лицей Сен-Лии-де-Гонзага[фр.], лицей Ла Тур, лицей Успения[фр.], школа Паскаль[фр.]).

## Здравоохранение
- Больница Красного креста «Henri Dunant»
- Больница «Ste-Périne»

## Культура
- Музей современного искусства
- Музей хрусталя Баккара
- Дом-музей Бальзака
- Музей Жоржа Клемансо
- Музей подделок
- Музей восточных искусств имени Гиме
- Морской музей (Дворец Шайо)
- Музей Мармоттан-Моне
- Музей вина
- Музей Даппера

## Достопримечательности
- Триумфальная арка
- Дворец Шайо
- Университет Париж-Дофин
- Кладбище Пасси
- Дом радио
- Грузинский православный приход Святой Нино[фр.]

## Сады и парки
- Булонский лес (включая парк Багатель)
- Оранжерейный сад Отёй
- Сад акклиматизации[фр.]
- Парк Пасси[фр.]
- Сады Трокадеро[фр.]

## Спорт
- 2 ипподрома
- Ролан-Гаррос
- Стадионы «Парк дэ Пранс» и «Жан-Буэн» (Stade Jean-Bouin).

## Экономика и транспорт
Важные деловые районы расположены в северной части округа, вокруг Триумфальной арки, особенно вдоль авеню Клебер, Виктора Гюго и Гранд-Арме.
В округе базируются перестраховочная группа SCOR, операторы недвижимости Unibail-Rodamco-Westfield и Covivio Hotels, группы деловых услуг Sopra Steria и Lectra, медиа-группа Lagardère, агропромышленная группа InVivo, поставщик газа и нефтепродуктов Rubis, медицинская компания Ramsay Santé, текстильная компания Chargeurs, инвестиционная компания Groupe Caravelle, дома моды Lacoste и Maison Margiela, аукционный дом Pierre Bergé & Associés и банк HSBC Continental Europe.
В 16-м округе расположены такие престижные отели, как Hôtel Elysées Régencia.
- RER: линия С
- Метро: линии 2, 6, 9 и 10
- Автобусы: линии 22, 30, 32, 52, 62, 70, 72, 82, 92, PC1.

## В искусстве
В XVI округе Парижа происходили съёмки следующих фильмов и сериалов: «Падение Парижа» (2024), «Мария» (2024).